# 布加迪EB 110
布加迪EB110是一款中置引擎超级跑车。1987年義大利企業家Romano Artioli购入布加迪之後，布加迪唯一在市場上販售的車款，1991年9月15日推出，这一天也是布加迪品牌创立者Ettore Bugatti的110岁冥诞，1992年-1995年间生产发售。

## 起源
EB代表布加迪創辦人Ettore Bugatti，110則是為了紀念創辦人110年冥誕。Romano Artioli在收购布加迪前拥有着庞大的法拉利车型发售渠道。
EB 110原型车的工程师为Paolo Stanzani，Paolo曾设计过兰博基尼Miura、Countach等车型，但Paolo在与Romano出现分歧后离职，之后的设计工作由Nicola Materazzi接任，Nicola曾设计过蓝旗亚Stratos、法拉利288GTO、F40、Testarossa、328等车型，EB110共设计出5部试验车，外观设计方面曾征求过宾尼法利纳出身的Paulo Martin、Itadesign出身的乔治亚罗、Bertone、Marcello Gandini等的蓝本，布加迪方面最终选择了Gandini的蓝本。

## 性能

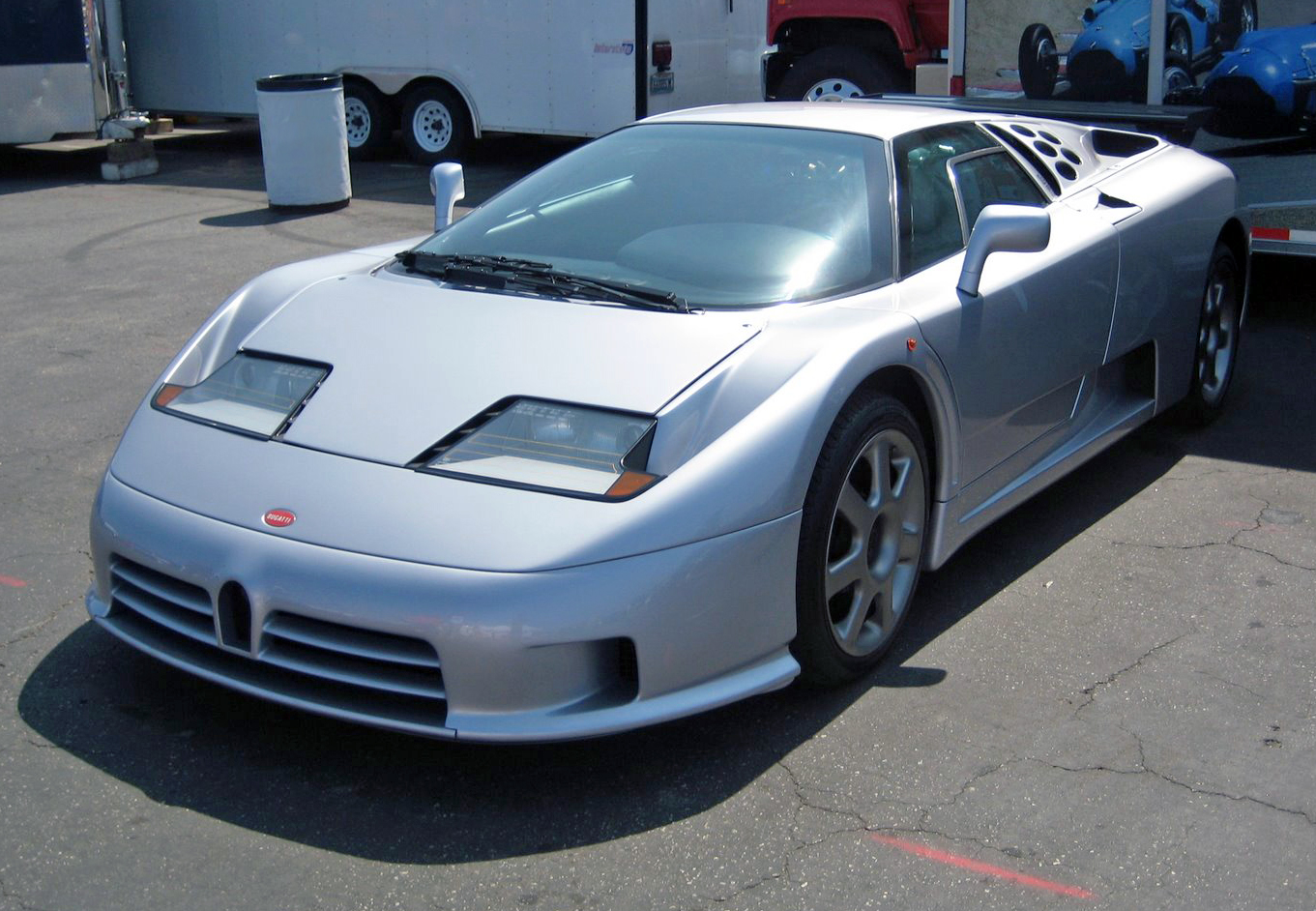
布加迪EB 110 SS

EB 110搭載了一具左右纵置式的3.5升四涡轮增压V12发动机，每缸五个气门，共计60个气门，两排汽缸的夹角为60度，各布置两颗由IHI提供的涡轮增压器，各负责三个气缸的并联式布局，GT车型的增压值为1.05 bar、SS车型调整为1.2 bar，GT车型在4200转时输出611牛米扭矩，在8000转时输出560匹马力，而SS车型则可以输出650牛米扭矩，在8250转时输出611匹马力，美规SS车型则在安装了三元催化器的情况下输出缩水到在3750转时输出626牛米，在8000转时输出600匹马力。
EB 110是第一款後中置发动机，四輪驱动的超级跑车，配置6速手动变速箱。这套变速箱配备了差速锁，前后扭矩输出比为27:73，后轮也配备了机械式限滑差速器，输出比50，EB 110的车架首创使用碳纖維打造，前后底盘为鋁合金打造的双摇臂式。GT车型百公里加速需时3.49秒，極速342公里，而SS车型需時3.3秒，極速提升至351公里。这个记录直到迈凯伦F1推出后才被打破。

## 結局

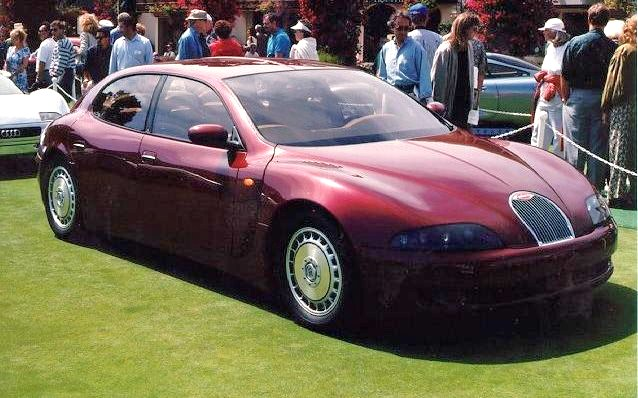
EB 112

EB110为全手工生产，卖出126部（含95台GT车型、31台SS车型）。时价76万美元，高昂的售价叠加Romano購入路特斯后引致布加迪出现严重财政问题，1995年9月23日布加迪破產，随着意大利商家经营时代的落幕，EB 110就此停产。在此之前布加迪還計畫生產一台四門豪華房車EB 112，EB112的外观设计师为乔治亚罗。
EB 110的一流操控和強勁输出吸引不少愛車名人的支持，如第七屆F1冠軍舒马赫就购入了EB 110，許多EB 110的半成品多數在1997年賣到了德國賽車製造商Dauer Racing，Dauer曾贏得1994年勒芒24小時比赛冠軍，也是在这一年开始，Dauer接续生产EB 110至2007年，Dauer版EB110重量比原版車減輕440公斤，採用較大型的美規保險桿並以碳纖維製造來減重，2001年之后，Dauer生产的EB 110SS更名为EB 110S。
有些底盤則被義大利B Engineering购入，由此诞生了Edonis，此外巴博斯也曾针对EB 110的外观进行改装。